# Río Krasnoyar (Vagái)
El río Krasnoyar (del ruso: Краснояр) es un río del raión de Omutínskoye del óblast de Tiumén, en Rusia. Es un afluente por la izquierda del río Vagái, que lo es del río Irtish, y este a su vez del río Obi, a cuya cuenca hidrográfica pertenece.

## Geografía
Su curso tiene una longitud de 20 km. Nace a 131 m sobre el nivel del mar 1.5 km al norte de Krasnoyárskaya y se dirige al sur pasando por esa localidad, Mali Krasnoyar y Bolshói Krasnoyar, donde recibe por la derecha al arroyo Voronuchka, sigue al sur y desemboca a 91 m de altura tras pasar por Rusakovo en el Vagái, a 504 km de su desembocadura en el Irtish en Vagái.